# خدمات حقوقی پناهنده در جنوب استرالیا
خدمات حقوقی پناهنده در جنوب استرالیا (انگلیسی: Refugee Advocacy Service of South Australia) با مخفف (RASSA) یک مرکز حقوقی غیرانتفاعی در جنوب استرالیا است. این مرکز در سال ۲۰۰۲ تأسیس شد تا پناهجویان را در دادگاه فدرال عالی نمایندگی کند. از سال ۲۰۰۷ به دلیل تخصیص ندادن بودجه تعطیل شد، و اکنون دوباره فعالیتش را در جنوب استرالیا به منظور کمک به پناهجویان متقاضی که پرونده‌شان در حال بررسی است آغاز کرد.

## تاریخچه
در آوریل ۲۰۰۲، گروهی از وکلای شهر وْمرا خدمات حقوقی به پناهندگان در جنوب استرالیا را بنیان گذاشتند. هدف این مرکز سازمان دادن به پرونده‌های شمار زیادی از پناهجویانی بود که خواستار بررسی تقاضای پناهندگی یا قصد بازنگری قضایی پرونده خود در دادگاه فدرال استرالیا را داشتند.
(RASSA) در ابتدای کار نقش پاکسازی خانه را داشت و همیشه قادر به یافتن وکیل مناسب نبود و اغلب در موضع وکیل وارد پرونده افراد می‌شد. تقریباً تمام کارهایی که توسط این مرکز انجام می‌شد، به استثنای یک افسر حقوقی، یک وکیل شاغل نیمه وقت و یک افسر اداری از طریق یک پروسه حرفه‌ای رایگان انجام می‌گرفت. گروهی از وکلا که عمدتاً از اعضای هیئت مدیره و وکلای ارشد هستند پرونده‌ها را یک به یک ارزیابی می‌کنند تا ببینند چشم‌اندازی برای پذیرش دارد یا خیر تا سریعتر به جریان بیندازند. افسر حقوقی و هیئت مدیره، بدون استثناء افراد مجربی هستند که به صورت رایگان به پناهجو مشاوره می‌دهند.
هدف (RASSA) مشاوره حقوقی دادن به پناهجویانی است که پرونده‌هایشان به دادگاه فدرال استرالیا ارسال شده یا در دادگاه فدرال در حال بررسی است.

تأمین مالی (RASSA) تقریباً به‌طور کامل از کمک‌های اهدایی که از طرف شهروندان دریافت می‌شود یا از طریق برنامه‌های جمع‌آوری اعانه تأمین می‌شود.

ارائه این خدمات شکافی که در خصوص حمایت از پناهندگان به عنوان اقلیت حاشیه‌نشین در جامعه استرالیا بود را برداشت.

## اعضای هیئت مدیره
تعدادی از وکلای جنوب استرالیا به‌طور داوطلب مشاوره به پناهجویان (به عنوان مثال وکلای شهر وْمرا) را پذیرفتند. برخی از این وکلا (RASSA) را تأسیس کردند.

## سایر همکاران اصلی
خدمات از جانب طیف گسترده‌ای از کارکنان دادگستری و سایر افراد درگیر حقوقی به‌طور رایگان ارائه می‌شود، و آن‌ها کسانی هستند که در (RASSA) نقش عمده ایی ایفا می‌کنند.

## ارتباط با سازمان ملل متحد
(RASSA) نمایندگی تعدادی از پناهجویانی که از طریق کمیته حقوق بشر سازمان ملل متحد در رابطه با نقض حقوق میثاق بین‌المللی حقوق مدنی و سیاسی استرالیا (ICCPR) اقدام کرده بودند را برعهده گرفت؛ و در این خصوص دو موفقیت کسب کرد، که در آن استرالیا به دلیل بازداشت خودسرانه ۹ تن محکوم شد. ازجمله:
شفیق در استرالیا (۲۰۰۶)
شمس و همکاران او در استرالیا(۲۰۰۷)

## فعالیت‌ها
این مرکز مشاوره رایگان به پناهندگانی می‌دهد که پرونده‌شان به دادگاه فدرال احاله شده مانند پناهندگان بازداشت شده که پرونده‌شان مورد دعوا است. صدها نفر از پناهجویان به صورت رایگان از جانب اعضای (RASSA) مشاوره دریافت می‌کنند و (RASSA) در سراسر استرالیا تبلیغ کرده و به جمع‌آوری اعانه می‌پردازد.

## به رسمیت شناختن
(RASSA) انتشاراتی در درزمینه مقالات علمی در رسانه‌های داخلی و بین‌المللی ارائه کرده‌است.
به این مرکز از سوی کمیته حقوق بشر و فرصت‌های برابر استرالیا در سال ۲۰۰۳ نشان ویژه اعطا شد.